# Tritlenek ksenonu
Tritlenek ksenonu (nazwa Stocka: tlenek ksenonu(VI)), XeO
3 – nieorganiczny związek chemiczny z grupy tlenków, w którym ksenon występuje na VI stopniu utlenienia. Jest związkiem nietrwałym i wyjątkowo wybuchowym.

## Właściwości
Tritlenek ksenonu jest związkiem niestabilnym, wybuchającym z bardzo dużą siłą w wyniku potarcia, podgrzania lub spontanicznie. Należy przechowywać go w roztworze wodnym w butelkach teflonowych, dbając, aby nie doszło do odparowania wody i precypitacji związku, zwłaszcza w okolicach zamknięcia. Jest bardzo silnym utleniaczem, choć kinetyka reakcji może być wolna.
Dobrze rozpuszcza się w wodzie, znacząco powyżej stężenia 2 M. Roztwór wodny związku zwany jest „kwasem ksenonowym”, jednak roztwór taki zawiera cząsteczki XeO
3. W roztworach obojętnych jest trwały. W roztworze zasadowym tworzy jon wodoroksenonianowy:
XeO
3 + OH−
 ⇌ HXeO−
4
Struktura tego anionu w roztworze nie jest poznana, oprócz HXeO−
4 może to być H
5XeO−
6 lub XeO
3·OH−

Wodoroksenoniany łatwo dysproporcjonują do nadksenonianów (XeVIII
) i wolnego ksenonu (Xe0
):
2HXeO−
4 + 2OH−
 → Xe + XeO4−
6 + O
2 + 2H
2O
Z tego powodu w reakcji roztworu XeO
3 z roztworem NaOH można otrzymać nadksenonian sodu, Na
4XeO
6, jednak w odpowiednich warunkach możliwe jest otrzymanie wodoroksenonianów metali alkalicznych o wzorze MHXeO
4.
Reaguje z heksafluorkiem ksenonu i tetrafluorkiem tlenkiem ksenonu dając odpowiednio tetrafluorek tlenek ksenonu i difluorek ditlenek ksenonu:
XeO
3 + 2XeF
6 → 3XeOF
4
XeO
3 + 3XeOF
4 → 2XeO
2F
2

## Otrzymywanie
Tritlenek ksenonu powstaje w wyniku hydrolizy tetrafluorku lub heksafluorku ksenonu:
3XeF
4 + 6H
2O → 2Xe + XeO
3 + 12HF + 1½O
2
XeF
6 + 3H
2O → XeO
3 + 6HF
Obie reakcje mają gwałtowny przebieg. Drugi z procesów nie powoduje utraty ksenonu(VI). Przeprowadza się go przepuszczając pary XeF
6 w strumieniu azotu przez naczynie z wodą. Produkt wytrąca się w postaci bezbarwnych kryształów.
Kontakt XeF
6 z wilgocią atmosferyczną wywołuje powolną hydrolizę, w wyniku której powstaje stały tritlenek ksenonu.